# Andrea Blas
Andrea Blas Martinez (Saragozza, 14 febbraio 1992) è una pallanuotista spagnola.

## Palmarès
- Giochi olimpici

Londra 2012: argento.
- Mondiali

Barcellona 2013: oro.
- Europei

Budapest 2014: oro.